# صفحات في علوم القراءات (كتاب)

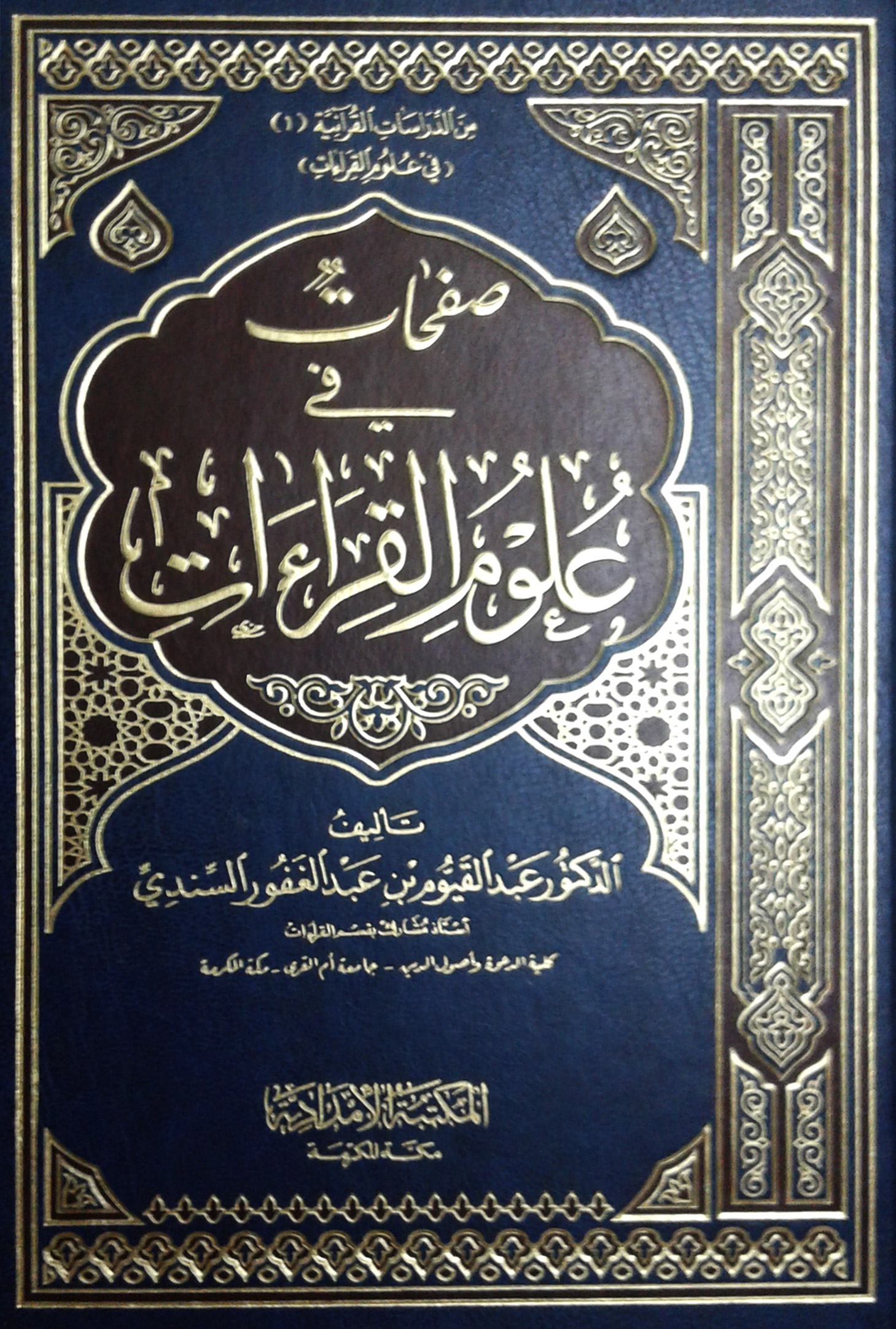
غلاف الكتاب - الطبعة السادسة

كتاب صفحات في علوم القراءات من تأليف عبد القيوم بن عبد الغفور السندي 
، يندرج هذا الكتاب تحت تصنيف علوم القرآن أو علوم القراءات ، وقد كانت الطبعة الأولى في عام 1415هـ الموافق 1995م باللغة العربية، ووصل حالياً للطبعة السابعة 2015، وقد تُرجم في 2015 إلى اللغة الأردية. تقوم بطباعته مكتبة الإمداد العلمي والتي كانت تسمى سابقاً المكتبة الإمدادية. كما يقوم بعض أعضاء هيئة التدريس بقسم القراءات بجامعة أم القرى باعتماده كمرجع أساسي للطلاب والطالبات.

## فصول الكتاب

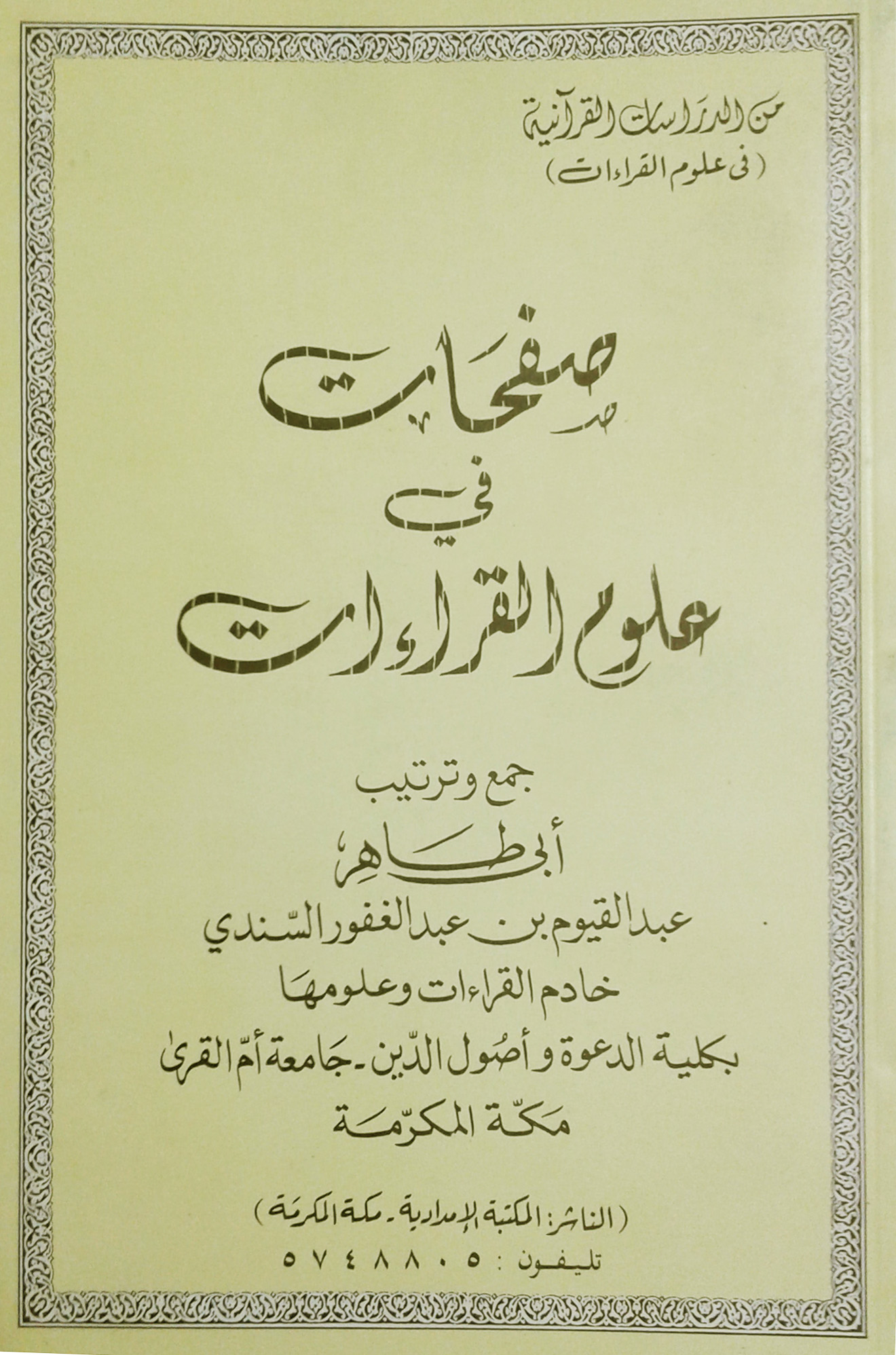
غلاف كتاب الطبعة الأولى 1995

الكتاب يحتوي على خمسة فصول رئيسية؛ وهي: تعريف القراءات وتاريخها، رسم المصحف العثماني، الترتيل وبيان ركنيه، توجيه القراءات وتراجم القراء.
ويشتمل كل فصل منها على مباحث تفصيلية؛ وهي كالآتي:
- الفصل الأول: تعريف القراءات وتاريخها: ويحتوي على 7 مباحث وهي: تعريف القراءات وتاريخها، أركان القراءة الصحيحة، القراءات الشاذة ،حول حديث نزول القرآن الكريم على الأحرف السبعة ، أوجه اختلاف القراءات، الحِكَم والفوائد في اختلاف القراءات، معالجة بعض الشبهات حول القراءات.
- الفصل الثاني: رسم المصحف العثماني : يحتوي على مبحثين، هما: تعريف الرسم وأقسامه وقواعده وفوائده، حُكْم الالتزام بالرسم العثماني .
- الفصل الثالث: الترتيل وبيان ركنيه: يحتوي على 3 مباحث: مفهوم كلمة «الترتيل» لغة واصطلاحًا، شرح الركن الأول: التجويد ، شرح الركن الثاني: الوقف.
- الفصل الرابع:الترتيل وبيان ركنيه: يحتوي على مبحثين: التعريف بعلم الاحتجاج وتاريخه، صور الاحتجاج للقراءات.
- الفصل الخامس: توجيه القراءات وتراجم القراء : يحتوي على 3 مباحث: تراجم قراء القراءات المتواترة، تراجم قراء القراءات الشاذة، تراجم لبعض أعلام القراء.

## ترجمة الكتاب

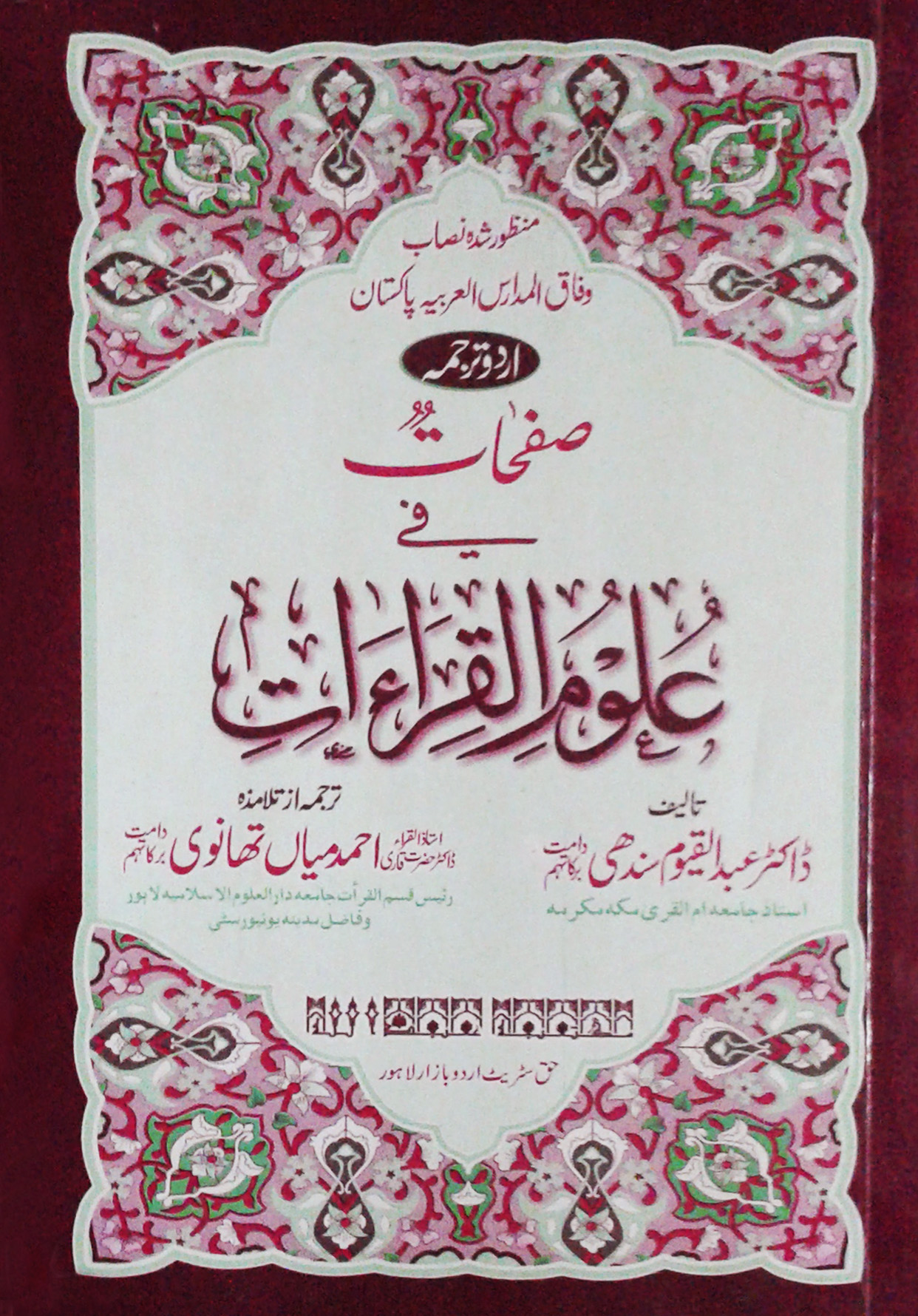
غلاف كتاب صفحات في علوم القراءات باللغة الأردية الطبعة الأولى 2015

تُرجم الكتاب إلى اللغة الأردية عام 2015. قام بالترجمة رئيس قسم القراءات بجامعة دار العلوم الإسلامية بمدينة لاهور د.أحمد ميان تهانوي، بجمهورية باكستان الإسلامية، كما طُبع الكتاب بنفس المدينة.

## كتب أخرى للمؤلف
- التسهيل في قواعد الترتيل
- أيسر السبل لرواية الإمام حفص بقصر المنفصل